# Димитровський
Дими́тровський (рос. Димитровский) — селище у складі Ілецького району Оренбурзької області, Росія.

## Населення
Населення — 1128 осіб (2010; 1226 у 2002).
Національний склад (станом на 2002 рік):
- казахи — 49 %
- росіяни — 43 %